# 馬伊基
50°12′26″N 24°22′33″E / 50.20722°N 24.37583°E
馬伊基（烏克蘭語：Маїки），是烏克蘭西部的村莊，隸屬利維夫州的舍普季茨基區多布羅特維爾市鎮。該村始建於1300年，面積0.19平方公里，2001年人口29，人口密度每平方公里153.44人。